# Vanlife
Vanlife（車旅生活）一詞由Van（廂型車）與Life（生活）組合而成，代表一種“以車為家”、“旅行＋生活”的精神。這種生活方式，同時滿足了自由、自給自足和機動性，吸引了許多嚮往自由、四海為家的族群。

## 歷史
早在14世紀，吉普賽人便有“帶著房子上路”的想法，Caravan（大篷車）便成為房車的雛形。Vandwelling（以車為家）的概念可追溯自18世紀、在馬拉的車廂裡過著游牧生活。汽車發明與普及後，開始讓更多一般人也有機會嘗試這種新型態的旅行生活。
- 1810年左右，法國出現帶篷馬車；1820年大篷車馬戲團在英國出現。「以車為家」的形式，在歐洲各地逐漸流傳開來，成為一種旅行方式。早期房車，就從這裡開始。

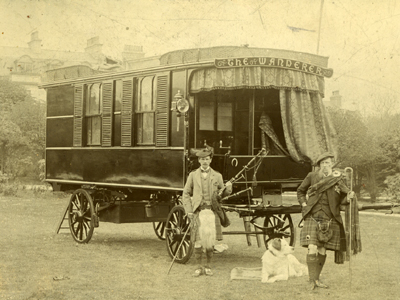
世界第一輛旅行車：The Wanderer

- 1885年，世界第一輛旅行車：“The Wanderer”。英國人、皇家海軍外科醫生William Gordon Stables（英语：William Gordon Stables），聘請Bristol Wagon & Carriage Works（英语：Bristol Wagon & Carriage Works）旅行車廠訂製了一款兩噸拉馬貨車，並用它進行了1,300英里的旅程—從英格蘭的伯克郡到達蘇格蘭。
- 1911年，紐約汽車公司Pierce-Arrow，推出了現代旅行車的先驅“Touring Landau”。這輛五人座的汽車具有66匹馬力，配有行李箱、洗手間與折疊床。
- 1915-1924年間，人稱為Four Vagabonds的四位名人：亨利·福特（福特汽車）、愛迪生（奇異公司）、哈維·塞繆爾·費爾斯通（凡士通輪胎）、約翰·巴勒斯（美國博物學家）經常一起進行年度汽車長途旅行與露營。此後車旅生活慢慢流行起來。
- 1969年，在伍茲塔克音樂節，許多嬉皮駕著塗滿彩繪的福斯廂型車前來。此後各式訂製、個性化的廂型車，成為展現個人風格的車旅方式，也引發了福斯廂型車熱潮。福斯T系列

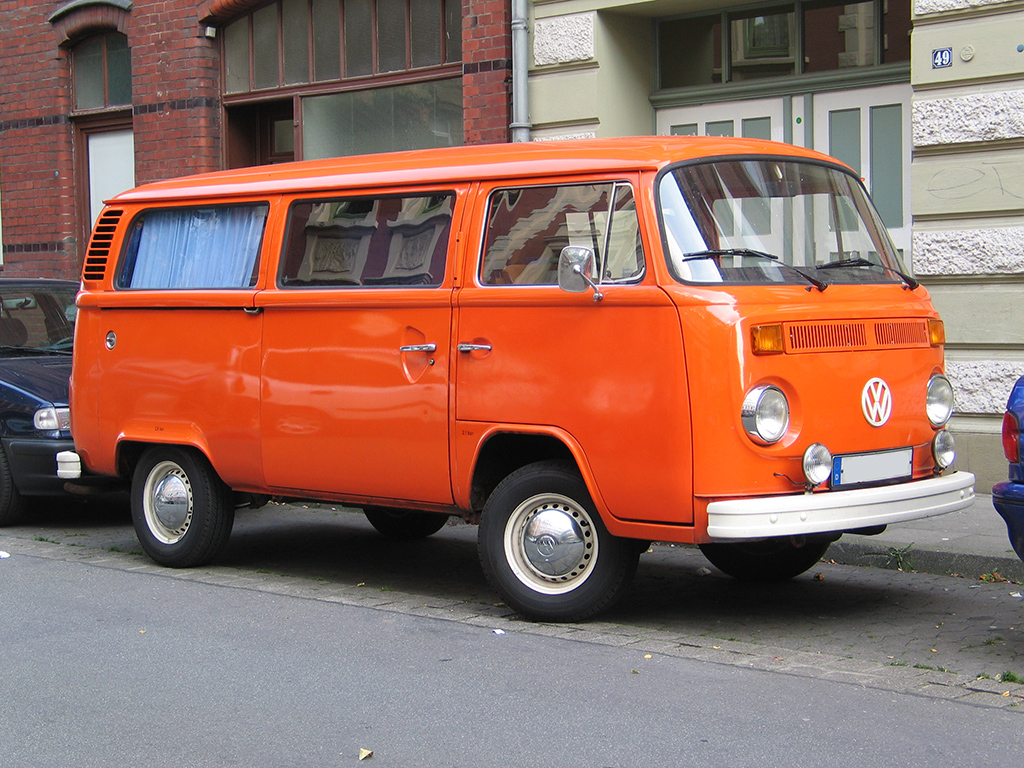
福斯T系列

- 2011年，美國攝影師 Foster Huntington辭去工作，開始他的車旅生活，並在Instagram發表一系列#vanlife （页面存档备份，存于）標籤的攝影作品，引起廣大迴響。
- 2018年，含有#vanlife標籤的照片已超過350萬張，車旅生活蔚為流行。

## 車款
Volkswagen T系列可說是車旅生活的經典車款。其他常見的經典車款包括：清风房车（Airstream）、Chevrolet Astro、Dodge Ram van、GMC Savana、Nissan Caravan、梅赛德斯-奔驰斯宾特、Volkswagen Crafter…等等。其餘車款，詳見露營車與廂型車條目。

## 文化
相較於Vandwelling著重在以車為家的“居住”方式，Vanlife更著重在走向戶外、探索世界的“生活”方式。

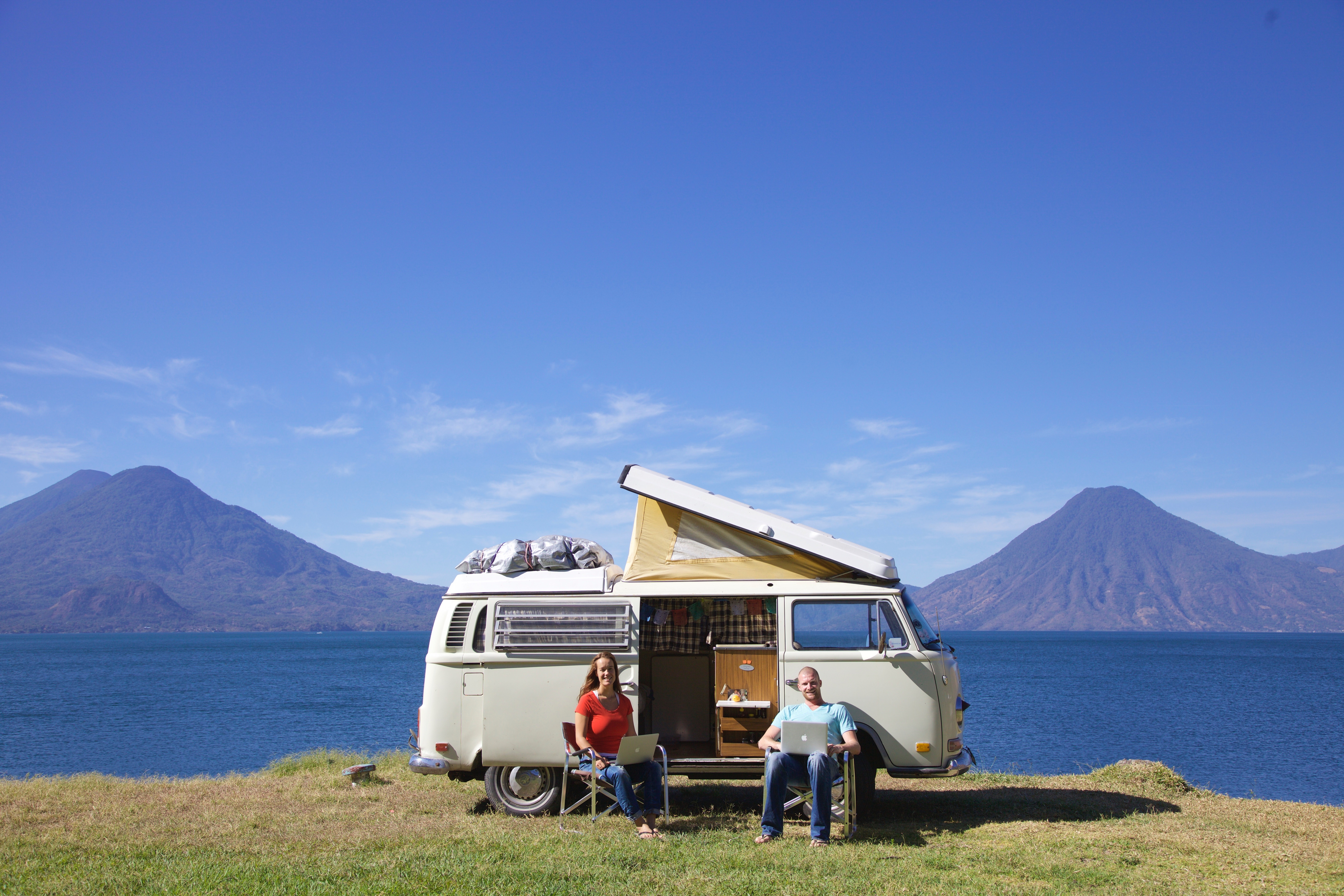
Lake Atitlan, Vanlife

根據2019年北美露營報告 （页面存档备份，存于），由於社交媒體的魅力與戶外活動的流行，年輕世代喜愛露營車或房車旅行的程度大增，至2010年代末期，Vanlife已廣為接受且形成流行文化。
在台灣，因地形及工作習慣與歐美不同，Vanlife的概念著重在「走向戶外、與重視的人們一同冒險、樂在旅行」的生活態度。

## 經濟
對於部份住房成本上昇的人而言，以車為家的生活是降低成本的方法。長期的車旅生活者甚而可以依靠出版賺錢、獲得商業贊助等。
根據市場研究公司Hexa的數據，2017年休旅車市場價值546億美元，預計到2025年將增至750億美元。
基於車旅生活的強勁需求，美國有超過160家廂型車改裝公司（例如Sportsmobile）、DIY改裝供應商（例如Aluminess （页面存档备份，存于））、露營車租賃商（例如Outdoorsy （页面存档备份，存于））。
在台灣，有福斯商旅、Airstream、安維斯租車等廂型車/露營車商或租賃商。2020新車大展也有多家品牌以露營車、Vanlife為主題。由於法規關係，一般人更傾向選擇精巧休閒的廂型車款，其次才是龐大豪華的露營車款。

## 名人
| 名稱                                     | 國別 | 簡介 | 車款                                             |
| ---------------------------------------- | ---- | --- | ------------------------------------------------ |
| Foster Huntington （页面存档备份，存于） | 美國 | 攝影師。創建的#vanlife （页面存档备份，存于）標籤聚合了超過350萬則圖文迴響，引領Vanlife風潮。             | Volkswagen Type 2 (T3)                           |
| Brianna Madia （页面存档备份，存于）     | 美國 | 攝影師。喜愛旅居在沙漠與峽谷。                                                                            | Ford E350 Club Wagon                             |
| Noel Russell （页面存档备份，存于）      | 美國 | 非營利社區工作者。喜愛旅居在山區。                                                                        | Volkswagen Transporter (T4)、梅赛德斯-奔驰斯宾特 |
| Emily + Corey （页面存档备份，存于）     | 美國 | 部落客、自由業。喜愛旅居在荒野。                                                                          | Volkswagen Type 2 (T3)                           |
| 宥勝                                     | 台灣 | 藝人。2020年4月起帶著全家人一起搬到露營車上生活，並成立Youtube頻道《宥勝去哪兒 （页面存档备份，存于）》。 | Volkswagen California                            |
| 易思婷 （页面存档备份，存于）            | 台灣 | 攀岩講師。著作《我的露營車探險 （页面存档备份，存于）》講述她與先生多年的露營車生活。                     | Nissan NV 2500                                   |